# NGC 5961
NGC 5961 ist eine spiralförmige Radiogalaxie vom Hubble-Typ Sb im Sternbild Corona Borealis am Nordsternhimmel. Sie ist schätzungsweise 87 Millionen Lichtjahre von der Milchstraße entfernt und hat einen Durchmesser von etwa 30.000 Lichtjahren. Vom Sonnensystem aus entfernt sich die Galaxie mit einer errechneten Radialgeschwindigkeit von näherungsweise 1.800 Kilometern pro Sekunde. 
Gemeinsam mit PGC 55517 bildet sie das optische Galaxienpaar Holm 715.
Das Objekt wurde am 8. Juni 1880 von Édouard Stephan entdeckt.

## Galaktisches Umfeld
| Nr. | Galaxie                   | Alternativname            | Rek           | Dek           | Distanz/asec |
| --- | ------------------------- | ------------------------- | ------------- | ------------- | ------------ |
| →   | NGC 5961                  | LEDA/PGC 55515            | 15h35m16.320s | +30d51m51.05s | 0            |
| 1   | WISEA J153520.38+305251.9 | SDSS J153520.37+305251.9  | 15h35m20.373s | +30d52m51.99s | 79.32        |
| 2   | PGC/LEDA 1920172          | WISEA J153511.29+305015.8 | 15h35m11.276s | +30d50m15.06s | 116.64       |
| 3   | LEDA/PGC 55517            | UGC 9920                  | 15h35m17.729s | +30d48m11.85s | 220.05       |
| 4   | LEDA/PGC 1916194          | 2MASX J15350650+3044424   | 15h35m06.487s | +30d44m42.58s | 447.05       |
| 5   | LEDA/PGC 1923631          | 2MASX J15354813+3055006   | 15h35m48.130s | +30d55m00.18s | 449.52       |
| 6   | LEDA/PGC 1916512          | 2MASX J15353361+3045127   | 15h35m33.665s | +30d45m12.53s | 456.40       |
| 7   | LEDA/PGC 1915804          | 2MASX J15351950+3044067   | 15h35m19.510s | +30d44m06.62s | 466.37       |
| 8   | LEDA/PGC 1921856          | 2MASX J15343558+3052379   | 15h34m35.592s | +30d52m37.95s | 528.20       |
| 9   | LEDA/PGC 1913946          | 2MASX J15352663+3041317   | 15h35m26.676s | +30d41m31.51s | 633.61       |
| 10  | LEDA/PGC 1913946          | 2MASX J15352663+3041317   | 15h35m26.676s | +30d41m31.51s | 643.94       |
| 11  | LEDA/PGC 1913614          | 2MASX J15351958+3041027   | 15h35m19.603s | +30d41m02.53s | 649.98       |
| 12  | LEDA/PGC 1921015          | 2MASX J15360918+3051286   | 15h36m09.216s | +30d51m28.85s | 679.46       |
| 13  | LEDA/PGC 1922999          | 2MASX J15342470+3054099   | 15h34m24.706s | +30d54m09.81s | 680.59       |
| 14  | LEDA/PGC 1913237          | 2MASX J15351090+3040316   | 15h35m10.906s | +30d40m31.93s | 682.60       |
| 15  | LEDA/PGC 1913562          | 2MASX J15345889+3040574   | 15h34m58.937s | +30d40m58.27s | 690.84       |